# リチャード・クート (初代ベロモント伯)
リチャード・クート（初代ベロモント伯爵、英: Richard Coote, 1st Earl of Bellomont、Bellamontと綴られることもある、1636年 - 1700年/1701年3月5日）は、1683年から1689年は「クート卿」と呼ばれ、イングランド議会の議員となり、後に北アメリカ植民地の総督を務めた。アイルランドに生まれ、ウィリアム・アンド・メアリーを早くから支持し、名誉革命で彼らの側に就いた。
1695年、クートはニューヨーク、マサチューセッツ湾、ニューハンプシャー各植民地の総督に任命され、その死の時まで務めることになった。新世界に渡ったのは1698年になってからであり、その総督としての任務の大半をニューヨークで過ごした。マサチューセッツ湾直轄植民地では1年を僅かに超えるだけ滞在し、ニューハンプシャー植民地に至ってはほんの2週間だった。ニューヨークに居た時は、ライスラーの反乱（1689年-1691年）から起きた政治の分裂で終始しており、またヌーベルフランスとの和平交渉にイロコイ族インディアンを関わらせないようにしておくのが難しく、結局成功しなかった。フロンティアでの問題はマサチューセッツやニューハンプシャーでも最重要な問題であり、製材業と、アベナキ族の脅威からの安全確保が任務の多くを占めた。
私掠船の船長だったウィリアム・キッドの主要な財政的後援者であり、キッドはその後海賊になったと考えられている。クートはボストンでキッドの逮捕を画策し、ロンドンに送らせた。キッドはロンドンで裁判に掛けられ、有罪となり、絞首刑に処された。

## 初期の経歴
リチャード・クートは1636年にアイルランドで生まれた。父は初代準男爵チャールズ・クートの三男である同名のリチャード・クートであり、クートはその次男だったが、成人した中では最初の子だった。母はジョージ・セントジョージ卿の娘メアリーだった。父は1660年にクート・オブ・コルーニー男爵に叙され、父が1683年7月10日に死んだときに、クートが父のクート男爵位を継いだ。なお、クートの叔父も父と同じ日にマウントラス伯爵に叙されていた。
クートの少年時代についてはほとんど記録が残っていない。1677年、若い女性を巡った決闘で男を1人殺したとされている。しかし、クートはその女性と結婚せず、1680年にブリッジズ・ナンファンの娘で、最終的にウスターシャーのバーツモートン・コートの相続者となったキャサリンと結婚した。この夫妻には2人の息子が生まれた。
1685年、カトリック信徒であるジェームズ2世が王位に昇ると、プロテスタントであるクートはヨーロッパ大陸に渡り、オランダ陸軍で騎兵隊長を務めた.。チャールズ2世（在位1660年-1685年）に仕えたクート家の記録があったので、宮廷にクートが出仕していないことが国王の注意を引き、1867年には宮廷に呼び戻された。1688年、ウィリアム・アンド・メアリーを王座に導いた名誉革命では、最初にオラニエ公ウィリアムを支持した者の1人だった。この働きに対して、1689年には王妃の財務官に指名されることでその忠誠を償われ、この地位を1694年まで務めた。しかし、そのことはアイルランド議会の好ましくない関心を呼んだ。同議会はこのときも前王ジェームズの影響下にあり、クートの権利を剥奪し、土地を押収した。その結果、1689年11月2日、ウィリアム3世がクートをベロモント伯爵に叙することになり、要塞化されたアイルランドの土地77,000エーカー (310 km2) 以上を払い下げた。この土地の下賜は議会で大いに議論となり、最後はウィリアムが撤回することになった。またアイルランドのリートリム県の総督に指名されることでも報いられた。
クートは1688年から1695年までウスターシャーのドロイトウィッチを代表するイギリス議会議員となった。1690年代、ジェイコブ・ライスラーの息子が父の汚名をそそごうとする動きに巻き込まれるようになった。ライスラーはジェームズ国王が設立したニューイングランド王領に対抗して起こしたニューヨークの反乱を率いた者だった。ニューヨーク植民地総督のヘンリー・スラウターがニューヨークに到着すると、ライスラーは逮捕され、裁判に掛けられ、反逆罪で処刑され、その資産は没収された。ライスラーの息子ジェイコブ・ジュニアはイングランドに渡り、一家の資産を回復するべく論陣を張った。クートはその証拠を調べる委員会の委員となり、議会でライスラーを支持する発言を行った。マサチューセッツ植民地代理人のインクリース・マザーに宛てた手紙で、ライスラーと義理の息子のジェイコブ・ミルボーンはスラウターの行動により「残虐に殺された」という見解を強く述べていた。息子のライスラーの動きは成功だった。議会は権利はく奪を覆し、ライスラー家の資産が回復された。

## 植民地総督
マサチューセッツ湾直轄植民地の総督だったウィリアム・フィップス卿が1695年に急死し、総督職が空いた。植民地の代理人はフィップスの後任に、植民地生まれのウェイト・ウィンスロップかジョセフ・ダドリーを選ぶようロビー活動を行ったが、国王は王室の権限を代表するに適した者を望み、クートを選定した。国王ウィリアムはニューイングランドでさらに大きな権限を行使できる者を望んだので、ニューハンプシャー植民地とニューヨーク植民地の総督職も同時に与えた。クートが対処するように指示された大きな関心事は、引き続いていた私掠船に関する問題であり、ニューヨーク市やロードアイランド植民地で続いていた海賊との公開の通商も含まれていた。

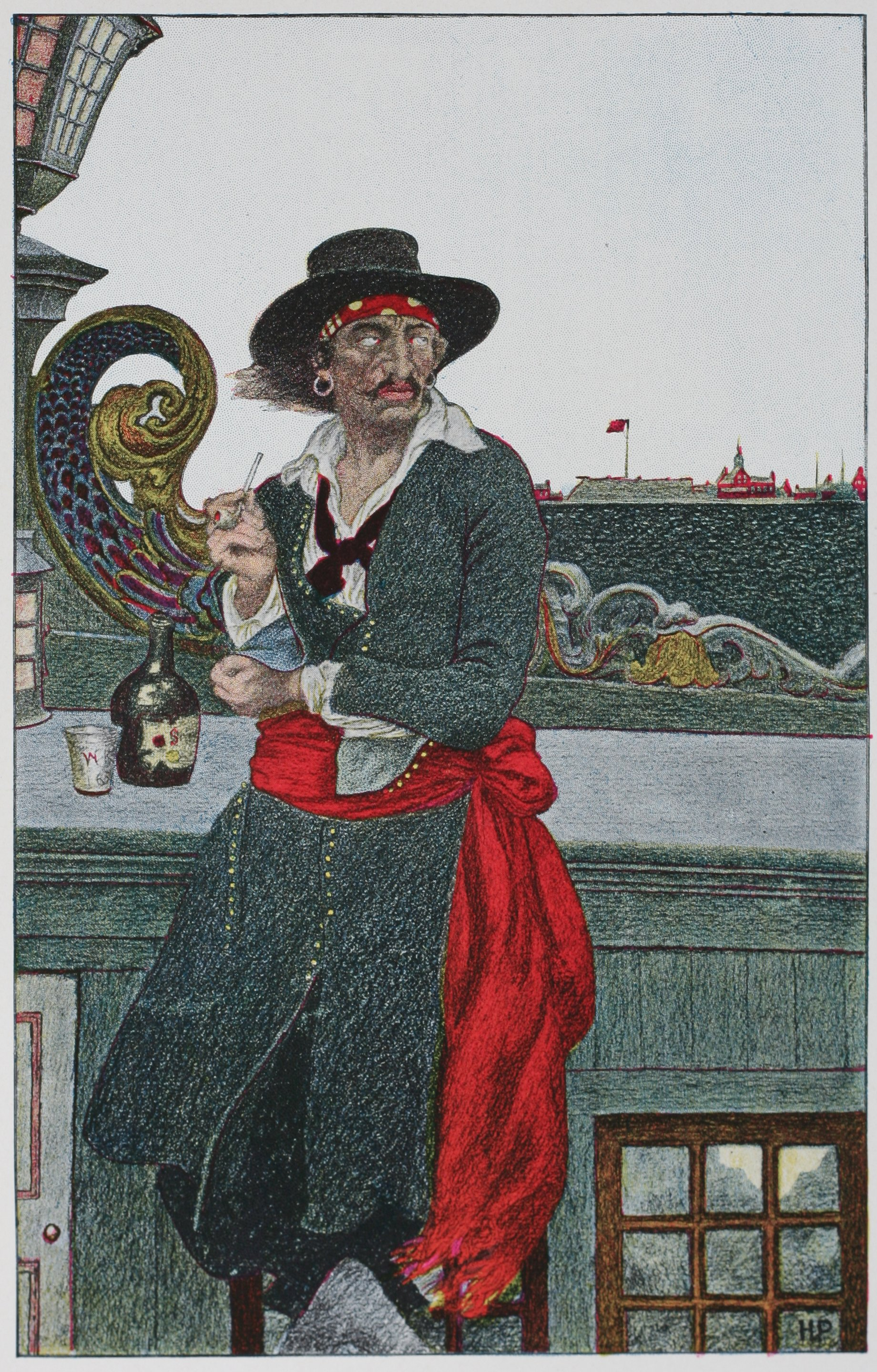
ニューヨーク港の船上にあるウィリアム・キッド、ハワード・パイル画

クートへの発令が固まったのは1697年6月1日になってからだった。渡航の準備をしている間に、ニューヨーク植民地の代理人ロバート・リビングストンがクートに、海賊と戦うために私掠船を艤装し、ウィリアム・キッドをその船長にすることを提案した。この計画は国王ウィリアムの同意を得て、キッドに私掠免許を発行し、海賊に対処する特別任務を与えた。クートはキッドの船に艤装するために6,000ポンドを集めた。そのうち1,000ポンドは私費、その他は海軍本部の者達から募った。

### ニューヨーク植民地
クートは1697年遅くにニューヨークに向けて旅立った。妻とその従弟であるジョン・ナンファンを同行した。ナンファンはニューヨーク植民地副総督に指名されていた。その航海は異常な嵐に見舞われ、クートの船は南に吹き流されてバルバドス諸島に到着した後で、ニューヨークへの航海を続けた。ニューヨークに到着したのは1698年4月2日だった。クートの洗練された服装、見かけの良さ、さらに国王との良好な関係があったので、前もってニューヨーク市民に好まれるようにしていたが、直ぐに問題点に突き当たり、敵を作り始めた。航海法を強制させようとしたことで、予想通り商人や貿易業者を敵に回した。この動きについて、植民地の役人のやり方がお粗末でもあり、役人達は商人達との関係よりも王室との関係を重んじていた。クートはイングランドで成立に貢献した議会法を執行し、ライスラーの資産を復権させることを監視することで、ライスラーの敵対者の怒りを買った。総督評議会の中でこの件に反対する者が多かったので、彼らを排除するのを諦めた。またライスラーとその義理の息子であるジェイコブ・ミルボーンの遺骸の発掘も承認した。それらは彼らが処刑された処刑台の下にそのまま埋められていた。クートは適切な埋葬を手配し、衛兵100人の栄誉の礼で葬らせた。
クートがライスラー一派を支持したことは、単にニューヨークの政界のみならず、インディアンとの外交にも災いすることが分かった。クートの前任者であるベンジャミン・フレッチャーは、クートの任命から到着まで長い時間を要したことを利用し、通常ならば総督が利用するために割り当てられる土地のリースを延長したことや、このときもイロコイ族が領有を主張する領土での払下げなど、問題のある土地の扱いを行っていた。植民地議会がこれら異常な払下げ全てを取り下げる法を成立させると、案の定多くの土地所有者を怒らせることになった。オールバニのオランダ改革派教会の有力な牧師であるゴッドフリディアス・デリウスなどに払い下げられたイロコイ族の領土は、特にイロコイ族が苦情を挙げている所だった。クートの法が成立したとしても、払下げを受けた者が貿易省に控訴したので、その法案は王室の同意を得られなかった。

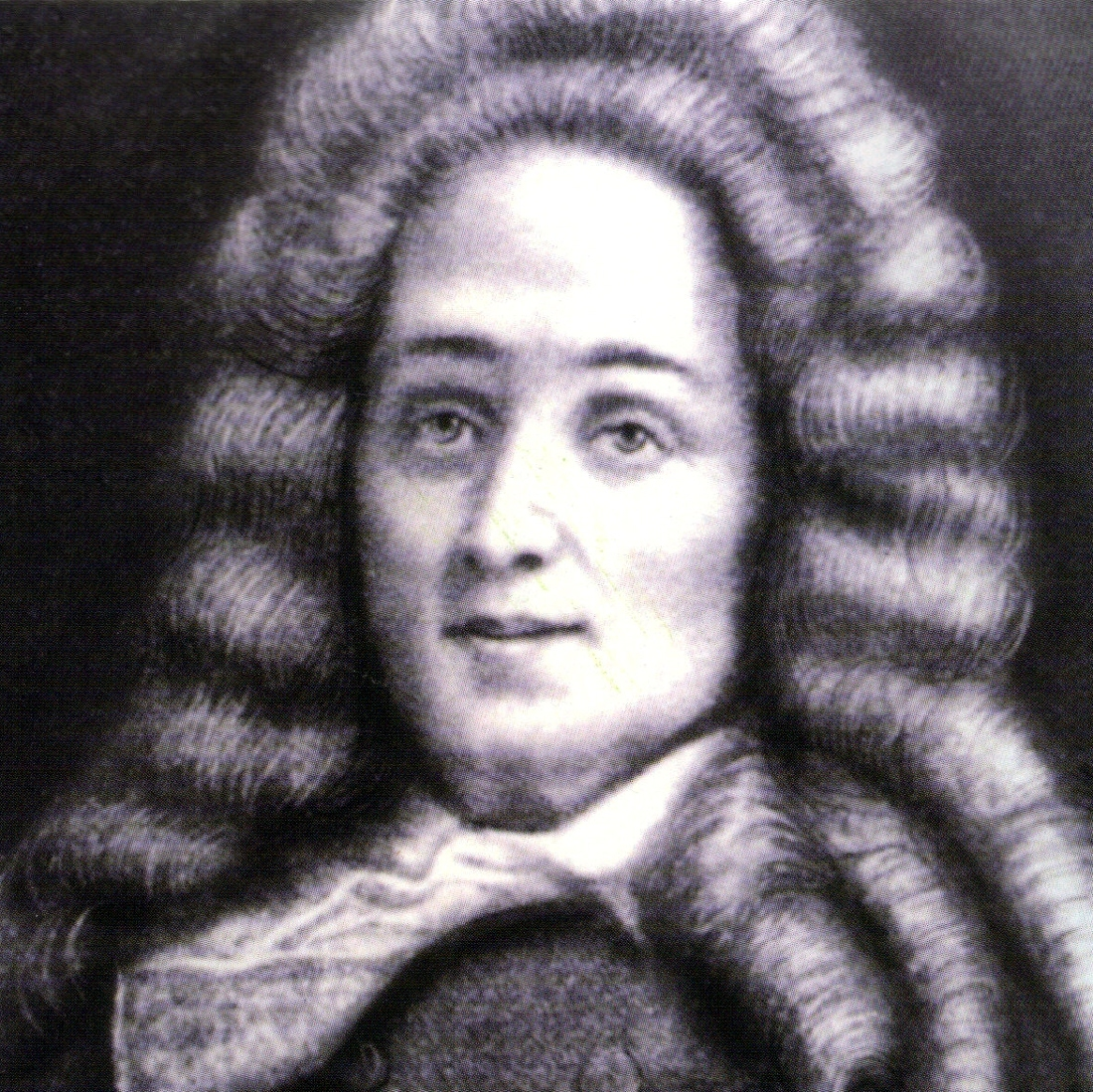
エクトール・ド・カリエレ、クートがニューヨーク総督だったときのヌーベルフランスの総督

クートはデリウスなどライスラーに反対した者達がイロコイ族と対応する重要な地位に就くことを否定したので、経験ある交渉者が居なくなった。このことで、イロコイ族のイングランド人との交渉を支持していた者達が、イングランド人の相手が横にやられたときに影響力を失ったので、イロコイ族の内政に影響した。フレッチャーが無視していた盟約のチェーンをクートが強化しようと動いていた時だけに、特に微妙なタイミングにあった。1697年、レイスウェイク条約によってフランスとイングランドの戦争が終わった後、フランスは主に五大湖地方に居るアルゴンキン語族同盟インディアンを通じてイロコイ族との戦争を続け、イロコイ族にかなりの被害を出させた。イロコイ族はこれに対応するためにイングランドの援助を求め、援助が得られないならばフランスと和平を結ぶと脅した。クートとヌーベルフランスの総督ルイ＝エクトール・ド・カリエレはどちらもイロコイ族に対する支配力を主張し、それぞれが相手のために干渉する相手の権利を認めることを拒否した。1699年、カリエレが交渉のためにイロコイ族をモントリオールに招集したとき、クートは警告を受けて、モントリオールに特使を派遣し、オールバニにはナンファン副総督の指揮下に軍隊を送ることで、イロコイ族がモントリオールに行かないように操作することに成功した。イングランド人の特使はフランスが所定の行動を行わないようにしようとしたが成功せず、1700年にはフランスと同盟するアルゴンキン語族がイロコイ族の領土深く侵略した。
クートはイロコイ族との交渉で、イロコイ族の慣習で必要としている社会的な要素の幾つかを見逃しており、その会議が如何にうまく行ったかについて双方が異なる見解を持ったまま終わることになった。イロコイ族の交渉人が如何に議論が進んだかについて不満であることがはっきりしているとしても、クートはうまくいったものと信じた。クートはイロコイ族にオノンダガに砦を建設することを約束し、議会にはその建設のために1,000ポンドを用意させることを説得までしたが、イロコイ族はこの「贈り物」を受けるのを避けようとしており、イングランド人土木技師に砦のための適当な場所を示すことはなかった。クートはイロコイ族がフランスと取引することが無いようにしていたが、1700年のフランスの軍事的成功でそれが否定され、それによってイロコイ族を和平会議に引き出し、1701年のモントリオールの大平和に繋がることとなった。

### マサチューセッツ湾植民地とニューハンプシャー植民地

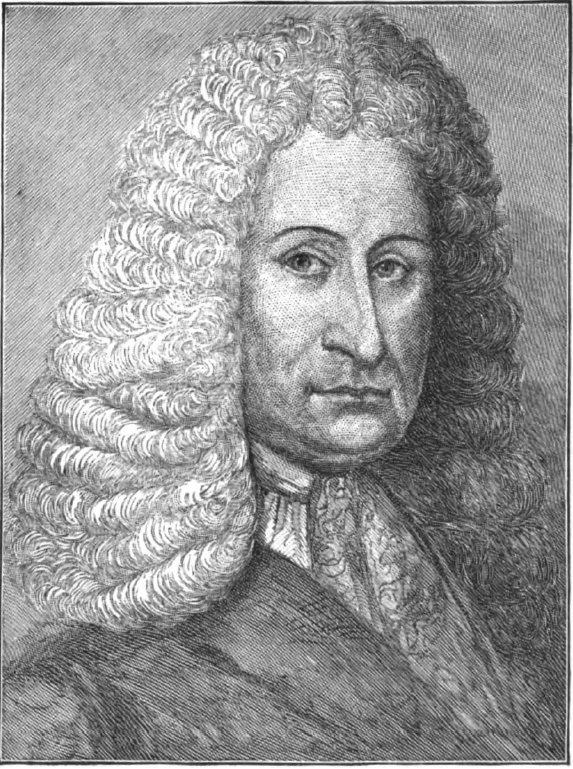
エリシャ・クック・シニア、クートのマサチューセッツにおける助言者

1699年5月、クートは船でボストンに向かった。1699年と1700年にニューイングランドで14か月間を過ごしたが、そのうちニューハンプシャー植民地では数週間に過ぎず、残りはマサチューセッツで過ごした。マサチューセッツで、クートは丁重に待遇されたが、王室の政策を実行しようとしたことで、ニューヨークの場合と同様に問題が発生した。植民地議会から給与の支払いを拒否された。ただし、受け取った1,000ポンドの「贈り物」は通常の植民地総督に与えられる額より多かった。議会はまた、植民地の裁判所によって下された司法判断について、ロンドンに控訴するのを制限するよう繰り返し試みていた。クートは植民地議会で成立した法をロンドンの貿易省に送り承認を求めており、そうするよう要求されていたからだった。これらの法は、王室の特権を制限しようという条項があったために、何度も却下された。政治的には副総督のウィリアム・ストートンとも対立した。ストートンはマサチューセッツ生まれのジョセフ・ダドリーと同盟しており、ダドリーはジェイコブ・ライスラーの裁判を差配した人物だった。クートはそれに対するに人民派指導者エリシャ・クック・シニアと相談するようになった。
ボストンに到着してから間もなく、クートはウィリアム・キッドの逮捕を手配した。キッドが海賊に身を落としているという噂が植民地に届いており、キッドの船に投資したクートやその他著名人はキッドを重荷に感じるようになっていた。1698年11月、海軍本部が植民地総督の全てにキッドを拘束する命令を発した。1699年6月、キッドのエージェントからキッドが地域に居ることを知らされたクートは、キッドに寛大な処置を約束する伝言を送った。キッドはボストンに出てくると返信を送り、その宝物の幾らかをクート夫人への贈り物として贈って来たが、夫人はその受け取りを拒んだ。7月3日にキッドがボストンに到着すると、クートはキッドにその旅の記録を提出するよう要求し、キッドはそれについて暫く議論していた後、7月6日に提出することに同意した。キッドがその約束を果たさなかったときに、クートはキッドの逮捕令状を発行した。その日の中頃にキッドがクートに会いにくる道すがらに逮捕が行われた。その後キッドは宝物の隠し場所と捕まえた船を交渉材料として、釈放の交渉をしようとした。キッドの宝物の一部は回収されたが、キッドは釈放されず、1700年4月にはロンドンに送られ、そこで裁判に掛けられ、、有罪となり、絞首刑に処された。クートはキッドとの対話を行う時に比較的秘密裏に行ったのとは対照的に、他の潜在的に問題のある商人や海賊との交渉は慎重だった。違法行為を見逃す代償として5,000ポンドを提案されていたにも拘わらずのことだった。
フロンティアでの安全確保と、製材業の問題がニューイングランドにおけるクートの短期間の管理の多くを占めた。ニューイングランドはイギリス海軍の艦船にとってマストを供給する重要な産地と見られており、貿易省や海軍本部は王室の利益のために適当な樹木を保存しておこうとした。マサチューセッツとニューハンプシャーの両植民地で、固定された土地に対する反対に遭い、木材業者は彼らの土地に測量士が侵入してくることに不満であり、払い下げられていない土地から材木を伐採することに干渉され、王室のために保存しておくことに不満であると、反対にあった。
ニューハンプシャーでは、地元の土地所有者達と、サミュエル・アレンの間に続いていた論争が木材の論争に勝っていた。アレンは植民地の設立者ジョン・メイソンの相続者の土地所有権を取得したロンドンの商人であり、土地所有権達に対抗して土地の権利を追及していた。1692年に植民地総督に任命されていたアレンがこの件に関して直接利益を得るために植民地に来たのは1698年になってからだった。1699年7月、8月に、クートがニューハンプシャーを訪れていた短い期間に、アレンはクートを自分の側につけようとした。アレンはクートの息子の結婚相手として自分の娘を提案したが、クートが断った.。

### アベナキ族との関係

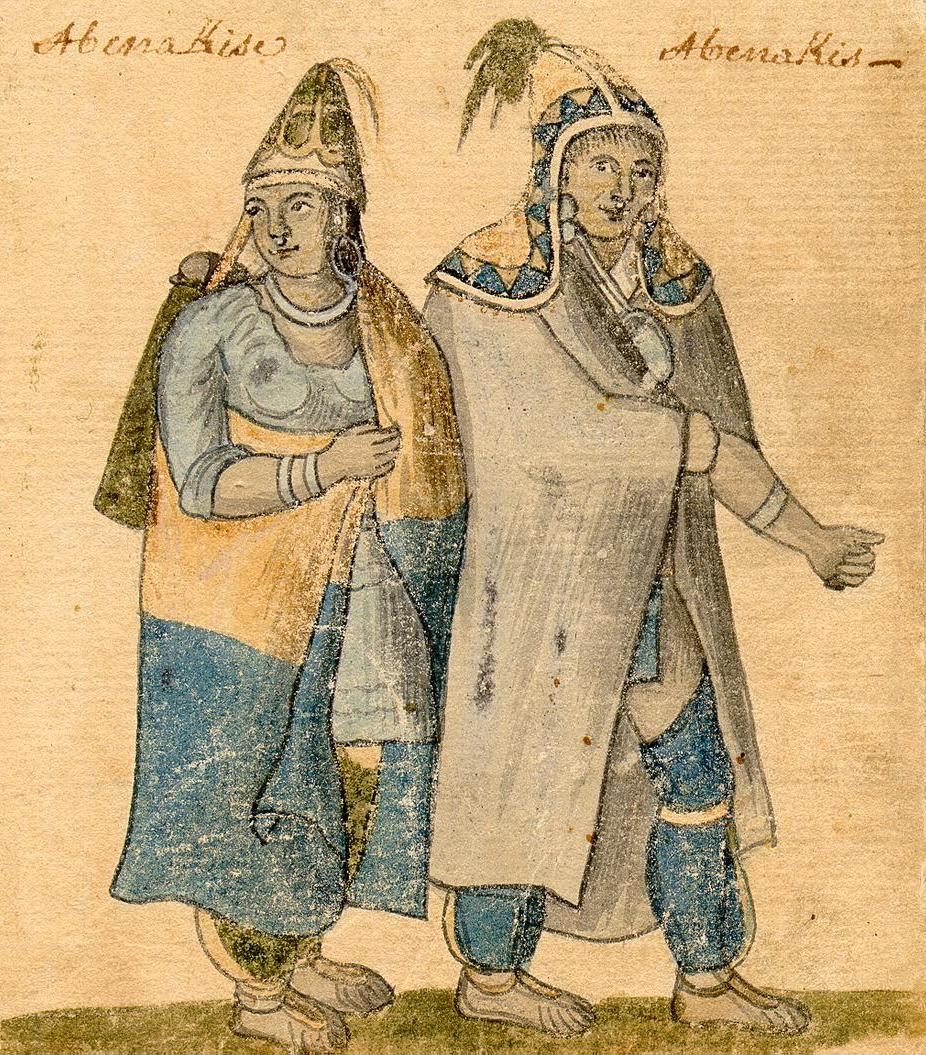
18世紀に描かれたアベナキ族のカップル

クートがマサチューセッツとニューハンプシャーに居たときのフロンティアの状況は、ニューイングランド北方のアベナキ族がウィリアム王戦争を終わらせたレイスウェイク条約に関わっていたので、幾らか緊張していた（ニューヨーク植民地におけるイロコイ族と似ていた）。戦争の後、メインとニューハンプシャーのアベナキ族と開拓者達は互いを極度に信用しなくなっていた。アベナキ族はイングランド人が彼らの土地を侵略して来ていると脅威を感じ、開拓者達はフランス人がアベナキ族に吹き込んで彼らの開拓地を襲わせる状態に戻ることを恐れていた。クートはアベナキ族の土地を取り上げるような計画が無いことを宣言してその文書をアベナキ族の間に配布させたが、その底にある緊張関係を和らげることはできなかった。その理由の1つは、アベナキ族の関心がフランス・カトリックの陰謀で根こそぎにされたという甘い仮定があったことだった。イングランド人交渉人がアベナキ族をイエズス会宣教師と分離しようとしたとき、それまで続いていた交易交渉を混乱させ、「ローマ教皇の使者」が彼らに戦争を仕掛けさせようと企んでいる行動について、ピューリタンのニューイングランドの心配を和らげるためには何もできなかった。植民地議会は植民地が領有を宣言した領土内でのローマ・カトリック教会を禁止する法を成立させ、その範囲には1593年にウィリアム・フィップス総督が宣言したアベナキ族の領土まで含まれていた。クートは、東部アベナキ族がイロコイ族の影響下に入る西部に移住するよう説得しようとしたが、むなしかった。これは昔からアベナキ族とイロコイ族が紛争を続けていたことも災いした。このような困難さにも拘わらず、1699年1月にはアベナキ族との不安定な和平を結ぶことはできた。
アベナキ族との関係は主権に関する誤解によって複雑なものにもなっていた。アベナキ族は自分たちに主権があると考え、イングランド人は彼らをイングランドあるいはフランスの臣下であると考えていた。アベナキ族が保持していたイングランド人捕虜と、イングランド人が保持していたインディアン捕虜との交換は、ケベックの交渉相手にイングランド人捕虜の解放をさせようと交渉するには十分だとクートが考えていたために、憤懣のもとになった。

## ニューヨークへの帰還と死
クートは1700年にニューヨークに戻り、そこで海賊と不法な海運に対する行動を再開した。1701年の初めにオールバニでイロコイ族との交渉を行ったことに続き（この会議をクートは「これまで味わった中でも最大の疲労」と言っていた）、ニューヨークに戻り、3月5日に痛風が悪化して死に至った。クートはウィリアム砦の礼拝堂に埋葬された。この砦が解体されるときに、その遺骸はニューヨーク市のセント・ポール教会に移された。

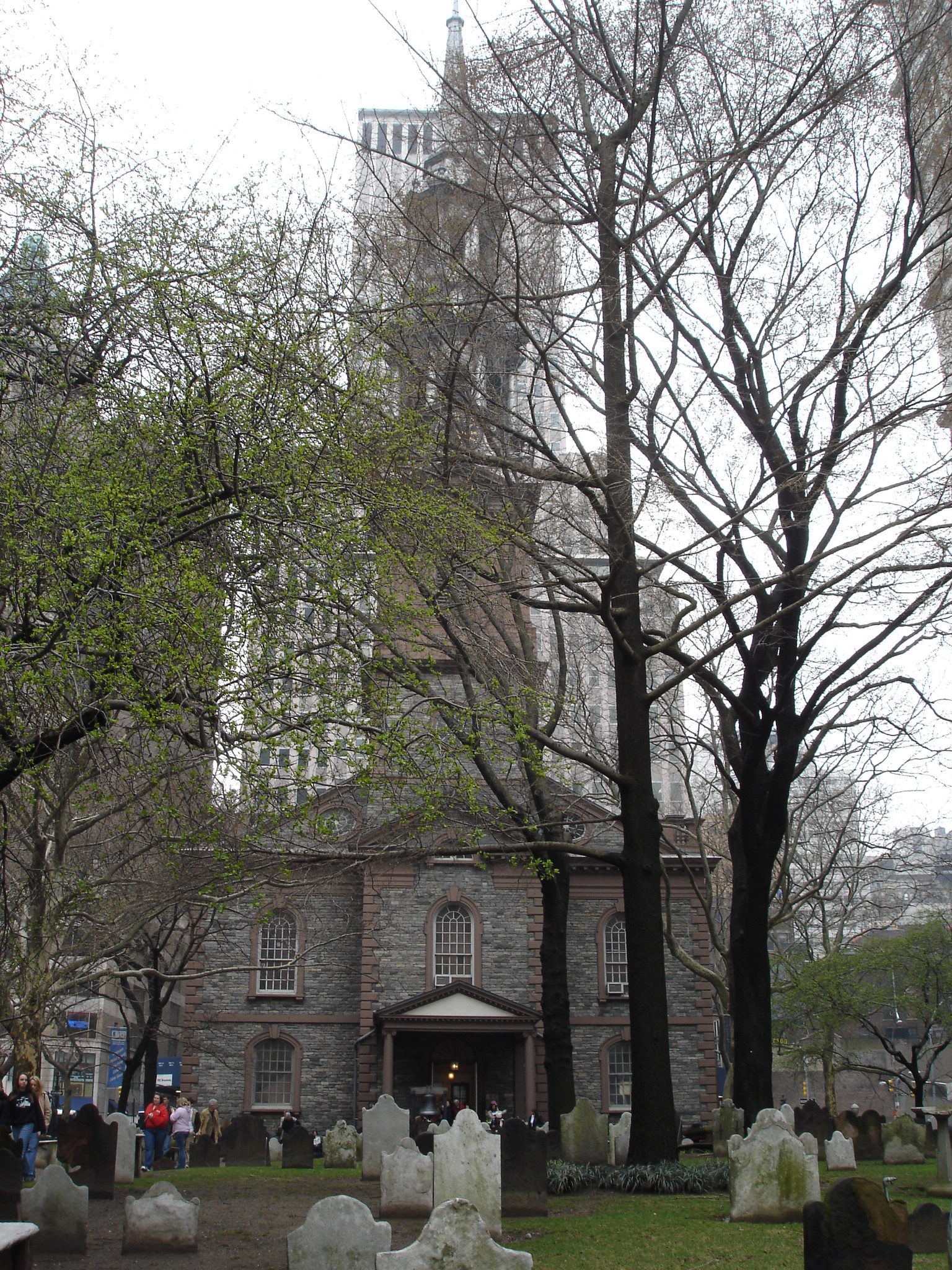
セント・ポール教会、クートの墓がある

クートの死後、副総督のナンファンが総督代行を務め、1702年に後任のコーンベリー卿が到着した。ナンファンはその短い任期の間に、クートを悩ませていた和平協定を結ぶことができた。1701年後半に交渉された協定で、イロコイ族はその領土の西側を（現在のペンシルベニア州エリー市からシカゴ、およびミシガン州北部まで）イングランド王の保護下に置くことを認めた。

## 家族、称号、遺産
クートの長男であるコルーニー卿ナンファンがクートの死で伯爵位を継いだ。次男のリチャードは兄の死のときに第3代伯爵となった。リチャードが男子相続者が居ないまま死んだとき、伯爵家が廃止され、男爵位はその従弟であるチャールズ・クート卿に継がれた。このチャールズは後にベロモント伯爵にも叙された。チャールズも男子相続者が居ないまま死に、爵位の全てが消滅した。
クートのニューヨーク統治は好意的に記憶されていない。政治的対立者の1人は、クートの任期中に植民地の負債が大きくなったと言っており、クートの記憶は「全ての善良な人々の鼻孔に悪臭を放つ」と記した。ロバート・リビングストンは「私が見たことのある中でも最大の負債」だと報告した。クートの個人的な事情もまとめるのが難しかった。その債権者たちは、クートの個人的な負債が決済されるよう、クートの妻が植民地を離れるのを妨げようとしたが、無駄だった。クートの財政問題はこの点で特異なものではない。後の総督（ナンファンやコーンベリー）は、その政敵の命令で違法行為や負債で告発され逮捕された。ニューヨークの負債問題は、1717年になってロバート・ハンター総督が解決することになった。